# Fraccionismo
Fraccionismo, também chamado de grupo de Nito ou nitismo, e autodenominado Comitê de Ação do MPLA — Unidade FAPLA-Povo, foi um movimento político angolano de cariz comunista ortodoxo, liderado por Nito Alves, ex-dirigente do Movimento Popular de Libertação de Angola (MPLA). O movimento articulou-se como dissidência no seio do MPLA após a independência de Angola, em oposição ao Presidente Agostinho Neto, e lançou em Luanda uma tentativa de golpe de Estado a 27 de maio de 1977.
Após um breve período de acalmia que parecia indicar estar tudo solucionado, deu-se uma violenta tentativa de tomada de poder, que levou a um período de dois anos de purga de seguidores e simpatizantes de Nito Alves (ou suspeitos de o serem), resultando em milhares de mortos. O movimento fracassou devido ao mal planeamento das ações para tomada do poder, à falta de um objetivo claro diante das massas populares e ao suporte militar ao aparelho Estatal das tropas das Forças Armadas de Cuba que conduziam a Operação Carlota em solo angolano desde 1975.
Apesar do fracasso do movimento nitista, a tentativa de golpe de Estado de 27 de maio de 1977 imprimiu profundas alterações estruturais no seio do MPLA e do Estado angolano, como a adopção oficial do marxismo-leninismo até 1992.

## Origem do termo
O termo "fraccionismo" é muito comum entre os partidos da Internacional Comunista, servindo para identificar qualquer movimento interno partidário que representasse um desvio ou "desprezo fundamental dos princípios do centralismo democrático". No MPLA, antes do "Fraccionismo Nitista", notoriamente pelo menos três outros movimentos internos foram chamados de "fraccionistas", a saber: o "MPLA-Ala Viriato da Cruz", que representava um grupo de oposição proponente de uma linha maoísta e de cunho racista contra quadros brancos e mestiços no movimento entre 1963 e 1965; a "Revolta do Leste" que, entre 1972 e 1974, questionava a capacidade e liderança militar de Agostinho Neto, Lúcio Lara e Iko Carreira, acusando-os de serem elites europeias e branco-mestiças, e; a "Revolta Activa", entre 1972 e 1974, que defendia a adopção uma linha ideológica mais marxista contra o nacionalismo de frente ampla até então dominante (defendido por Neto para aglutinar maior apoio popular), alegando também haver pouco protagonismo negro em detrimento de uma suposta "elite branco-mestiça". Os três movimentos "fraccionistas" predecessores tinham em comum a discussão racial. A linha ideológica central do MPLA entre 1964 e 1977 foi de um nacionalismo de esquerda de frente ampla, muito embora internamente o marxismo-leninismo modernizante plurirracial dominasse o debate e a ação partidária, e de 1977 a 1992 fosse a linha oficial do "MPLA-Partido do Trabalho".

## Antecedentes
Nito Alves lutava nas fileiras do MPLA desde 1961. Quando em 1974 se dá o 25 de Abril em Portugal, era o comandante militar das Forças Armadas Populares de Libertação de Angola (FAPLA) na I Região Político-Militar, responsável pelos combates nos Dembos, Luanda e Norte de Angola.
Durante o período do Conselho Presidencial do Governo de Transição, organismo criado pelo Acordo do Alvor em janeiro de 1975, transformou-se no líder dos militantes do MPLA nos musseques de Luanda, onde organizou os comités denominados "Poder Popular", que lutaram durante os primeiros momentos da guerra civil em Luanda contra a Frente Nacional de Libertação de Angola (FNLA).
Neto tinha dado a Alves a tarefa de reprimir as dissidências dos Comitês Amílcar Cabral (CAC) e Henda, e depois a Organização Comunista de Angola (OCA). Enquanto tinha sucesso na empreitada repressiva, expandia sua própria influência dentro do MPLA por meio do controle dos jornais e da televisão estatais do país.

## Início do movimento Fraccionista
Na concepção dos Fraccionistas, quando Angola conquista a independência em 1975 já havia no seio do MPLA uma "desvirtuação" dos ideais pelos quais muitos militantes haviam lutado. Houve uma grave cisão no seio do movimento entre os chamados moderados, empenhados num crescimento cuidadoso e gradual, congregados à volta de Agostinho Neto, Lúcio Lara, Iko Carreira, Saíde Mingas e Lopo do Nascimento, e uma facção radical, com Nito Alves e José Jacinto Van-Dúnem à cabeça, que opunha-se a uma suposta predominância de mestiços e brancos no governo e contra as políticas socioeconômicas, a que atribuíam a pobreza em massa do pós-guerra de independência e guerra civil recém-iniciada.
O foco de divisão surge entre novembro de 1975 e janeiro de 1976, com os primeiros discursos de Nito Alves nos meios de comunicação Estatal sobre injustiças e condições socioeconômicas da população angolana, criticando certos privilégios a alguns setores da sociedade que ainda persistiam do período colonial. Em pouco tempo seu discurso inflamado nos veículos de comunicação angolanos tinha deixado de ser contra o imperialismo e os movimentos rivais ao MPLA (classificados como "traidores" da revolução) e rumado para uma suposta luta de classes que na verdade era traduzida em Angola como uma luta dos negros contra uma "elite branco-mestiça". Segundo os radicais nitistas, mestiços e brancos desempenhavam um papel extremamente desproporcionado no funcionamento do governo de uma nação predominantemente negra. Embora o presidente Agostinho Neto defendesse a implantação de um governo multirracial, alguns membros do governo, como Nito Alves, lançavam abertamente um apelo racista às massas.
Nito Alves era considerado por alguns o segundo homem do poder, logo a seguir a Agostinho Neto, e fora nomeado Ministro da Administração Interna quando o MPLA formou o primeiro governo de Angola. Porém, o seu descontentamento com a alegada orientação de Agostinho Neto a favor dos intelectuais urbanos mestiços como Lúcio Lara, Presidente do Conselho da Revolução, influente histórico e um dos principais ideólogos do partido; o então ministro dos Negócios Estrangeiros, Paulo Teixeira Jorge, e; o Ministro da Defesa, Iko Carreira, fomentou um foco de divisão no seio do Governo.
O discurso nitista de uma luta de classes com roupagem racial radicalizou quando retornou da missão diplomática partidária que realizou com seu mais próximo aliado, José Jacinto Van-Dúnem, ao XXV Congresso do Partido Comunista da União Soviética (PCUS), entre o final de fevereiro e o início de março de 1976. No retorno em março de 1976, discursou defendendo que deveria ocorrer a "transformação do MPLA em partido político [...] armado com a teoria cientifica-revolucionária", indicando uma visão de implantação da linha marxista-leninista e do modelo soviético no programa do partido e nas políticas de Estado. Utilizando-se de forte propaganda midiática entre os setores populares, a temática racial ganhava destaque nos debates nitistas, havendo uma clara separação ao final de 1976 entre a ala de Nito e o grupo dirigente de Neto.
Esta divisão tornou-se mais evidente quando em Luanda na 3ª Reunião Plenária do Comité Central do partido, realizada de 23 a 29 de outubro de 1976, se decidiu a suspensão por seis meses de Nito Alves e de José Jacinto Van-Dúnem, acusados formalmente de "fraccionismo" por terem sido protagonistas da criação de um 2º MPLA. Nesta reunião plenária, o Comité Central do MPLA extinguiu o Ministério da Administração Interna (chefiado por Alves).
Em consequência da suspensão, Nito Alves e José Jacinto Van-Dúnem propuseram a criação de uma comissão de inquérito para averiguar se havia ou não fraccionismo no seio do partido. O trabalho da comissão — presidida por José Eduardo dos Santos — caracterizou-se pela morosidade da apresentação das suas conclusões sobre o Fraccionismo, levando a alastrar a divisão no seio do MPLA. É de referir que devido a morosidade dessa comissão de inquérito, algumas suspeitas chegaram a recair sobre o próprio José Eduardo dos Santos, dado que tinha certa simpatia pelo nitismo e nutria as mesmas visões raciais do movimento. No entanto, José Eduardo dos Santos foi ilibado pelo comissário provincial da Huíla, Belarmino Sabugosa Van-Dúnem. A esposa de José Jacinto Van-Dúnem, Sita Valles, com ligações ao PCUS, foi também expulsa do MPLA, acusada de ser uma agente infiltrada da polícia secreta Comitê de Segurança do Estado da URSS, o famoso KGB. A comissão apontou, porém, que os nitistas estavam à causar rupturas e a dividir o partido, sem admitir "fracção" num primeiro momento. Ficou estabelecido que a comissão emitisse um relatório de suas conclusões finais no início de 1977.

## Mobilização para o golpe
Nito Alves, depois de ter sido ouvido pela comissão de inquérito em fevereiro de 1977, começou a convencer o povo de que a acusação de Fraccionismo que lhe era dirigida estava associada a uma intenção de golpe de Estado que lhe procuravam também imputar. Realçava igualmente o facto de que alguns dirigentes do MPLA teriam transmitido informações a militantes sobre a previsão de fuzilamento dele próprio, em janeiro desse ano.
Convenceu também os seus seguidores de que as cadeias estavam a ser preparadas pelas forças afectas a esse grupo para receber presos que a segurança já tinha em mira. Foi neste clima de desconfiança generalizada no MPLA e da suposta tentativa de eliminação física de alguns dos seus militantes que Nito Alves e o grupo dos seus apoiantes mais próximos promoveram a mobilização de parte dos membros do MPLA em sua defesa, com o apoio de algumas das organizações de massas, de alguns populares de Luanda (particularmente do musseque Sambizanga) e de sectores importantes das forças de segurança e defesa nacionais.
Alves e Van-Dúnem planejavam prender Neto em 21 de maio, antes que ele chegasse a uma reunião do Comitê Central e antes que a comissão divulgasse seu relatório sobre as atividades dos nitistas. No entanto, o MPLA mudou o local da reunião pouco antes do início previsto, desorganizando os planos dos conspiradores, mas Alves compareceu à reunião e enfrentou a comissão mesmo assim. A assembleia magna de militantes foi realizada a 21 de maio de 1977 na cidadela de Luanda, presidida por Agostinho Neto. A comissão divulgou seu relatório, acusando Nito e Van-Dúnem de "fraccionismo". Alves revidou, denunciando Neto por não alinhar Angola com a União Soviética. Após doze horas de debate, o partido votou 26 a 6 pela destituição de Alves e Van-Dúnem de seus cargos. É o ponto de ruptura, onde o movimento Fraccionista-Nitista se organiza para tentar a tomada do poder pelas armas.
A expulsão de Nito e Van-Dúnem agitou a massa apoiante do movimento Fraccionista-Nitista, que organizou-se para sair em manifestação no país a 27 de maio de 1977 contra a linha de orientação de uma suposta "elite branco-mestiça" e contra a deterioração da vida do povo e carência generalizada de géneros alimentares, procurando obter o apoio de Agostinho Neto às suas pretensões de depurar o partido para garantir o aprofundamento da revolução popular. Facto é que a massa popular apoiante de Nito Alves não tinha conhecimento total de que o plano era orquestrado, com elementos bem colocados em locais e organismos do Estado e do MPLA, inclusive com manipulação de mídias e das bases populares, para aplicar um golpe de Estado e de tomada de poder no partido.

## A tentativa de golpe
Em 27 de maio de 1977 Nito Alves liderou um movimento de protesto que se dirigiu para o Palácio Presidencial, supostamente para apelar ao Presidente Neto para que tomasse uma posição contra uma suposta conspiração ou "santa aliança" entre a social-democracia e o maoísmo que estavam a definir os rumos do MPLA, defendendo que se alterasse essa tendência com o retorno à linha marxista-leninista pura.
Paralelamente as forças Fraccionistas-Nitistas dirigem o assalto à cadeia de São Paulo, a tomada da Rádio Nacional de Angola e a incitação popular dos operários e das massas populares à revolta. Os Nitistas conseguiram capturar importantes elementos da liderança do Estado angolano, do partido e militares contrários à revolta, levando-os para os musseques, onde são, posteriormente, assassinados.
No final da tarde de 27 de maio a tentativa de golpe já tinha sido debelada na cidade de Luanda e os organismos de repressão entram nas zonas rebeldes da capital em busca dos participantes da intentona. Na Rádio Nacional, Agostinho Neto resume os acontecimentos, anuncia o retorno do controle da capital e dá o tom da purga que se inicia.

## Purga ao Fraccionismo
Logo nessa mesma noite, a DISA, sob comando de Ludy Kissassunda e Henrique Onambwé, começou as buscas às casas à procura dos líderes Nitistas. No rescaldo do golpe, muitas pessoas foram submetidas a prisões arbitrárias, torturas, condenações sem julgamento ou execuções sumárias, levadas a cabo pelo Tribunal Militar Especial ou Comissão Revolucionária.
A purga nacional contra o Fraccionismo durou cerca de dois anos. Tipicamente, após os julgamentos sumários, os ditos "traidores" eram apresentados na televisão angolana antes de serem fuzilados. Foram mortos combatentes experientes, jovens militantes, intelectuais e estudantes.
Não se sabe a data exata em que Nito Alves foi preso, mas sabe-se que foi fuzilado e que o seu corpo desapareceu. Sita Valles e José Jacinto Van-Dúnem foram aprisionados a 16 de junho de 1977. Em 1978, o jornalista e escritor australiano Wilfred Burchett afirmou, com base em sua investigação particular, que Nito Alves fora executado, bem como Sita Valles, José Jacinto Van-Dúnem, o Ministro do Comércio Interno David Minerva Machado, além dos comandantes superiores do exército do MPLA Jacob Monstro Imortal e Eduardo Ernesto Bakalof.
Estas acções de depuração do partido provocaram milhares de mortos não existindo um número oficial, oscilando segundo as fontes, entre os 10.000 e os 40.000.

### Desfecho
Na versão oficial, publicada a 12 de julho de 1977, o Fraccionismo tentou um golpe de Estado que já vinha a ser preparado desde 1974, compreendendo várias fases (infiltração, sabotagem das estruturas existentes e finalmente, golpe de Estado), sendo atribuído ao "Grupo de Nito". Defendiam que, este grupo se apresentava com uma capa aparentemente revolucionária, a de uma linha marxista-leninista pura, procurou desviar o povo dos objectivos da Reconstrução Nacional e da defesa da integridade territorial, tentando, dessa forma, controlar as estruturas do MPLA e do governo.
O Bureau Político do MPLA acusou inclusive o "grupo de Nito", de ser um aliado do inimigo interno — FNLA e União Nacional para a Independência Total de Angola (UNITA) — e externo — Zaire, África do Sul e Estados Unidos —, de manipular as dificuldades do povo, efectuar calúnias contra dirigentes e de estar afastado das massas populares recusando-se a com elas conviver. No plano ideológico, considerou que as acusações dos Fraccionistas, da existência nas cúpulas de manifestações social-democratas ou maoístas, eram conceitos palavrosos, sem significado em Angola.
A direcção do MPLA, discordava claramente de que o Fraccionismo, fosse uma tomada de consciência da classe operária Angolana. Considerou ainda que, os conceitos de antissovietismo e anticomunismo atribuídos a grande parte dos responsáveis políticos do MPLA, eram apenas uma tentativa dos golpista de atrair o apoio dos países amigos ou socialistas. Em julho de 1979, Agostinho Neto, levando em consideração os actos dos dois últimos anos, decide dissolver a DISA pelos "excessos" que havia cometido.
Ironicamente, o golpe acabou por reescrever a história, levando o MPLA a fazer o que os golpistas reivindicavam. Em dezembro de 1977 no seu primeiro congresso, mudam de nome para MPLA-Partido do Trabalho (MPLA-PT) adoptando oficialmente a ideologia marxista-leninista defendida por Nito Alves.

## Conclusão
Em abril de 1992, o governo angolano reconheceu que foram "julgados, condenados e executados" os principais "mentores e autores da intentona Fraccionista", que classificou como "uma acção militar de grande envergadura" que tinha por objectivo "a tomada do poder pela força e a destituição do presidente Neto".
Apesar de este período histórico ter ficado conhecido como Fraccionismo, a palavra em si já tinha sido usada para definir outras tentativas de ruptura no MPLA, fato que o próprio Agostinho Neto faz referência no discurso proferido a 5 de fevereiro de 1977, na assembleia de militantes em Nadalatando.
"... Houve a certo momento em 1962 um fraccionismo, que foi conduzido por Viriato da Cruz, nome que não é desconhecido dos camaradas, mas que produziu a divisão do Movimento, por não querer submeter-se a essas regras de centralismo democrático. Quando se discutia um problema, no Comité Director, ele assumia, sempre uma atitude contra a maioria.

Mais recentemente, um outro grande fraccionismo, que se baseou na tribo, que é o de [Daniel] Chipenda. Era membro dirigente do MPLA, estava conosco no Comité Director e, certa altura, foi mobilizar a gente da sua tribo – ele é natural do Lobito. Pensava ele que poderia ser o chefe dos umbundos.
Revolta Activa, chefiado por Gentil Viana. Da mesma maneira, dentro do movimento, formou um grupo para combater a Direcção do Movimento. Claro que hoje está preso.
Nós temos de combater, sempre e com firmeza, qualquer tentativa de fraccionismo. Isto não pode ser admitido numa organização democrática como a nossa em que há democracia, da base ao topo.
Se esse grupo não se convencer com a crítica, é necessário neutralizá-lo... No MPLA, nós somos um e temos regras para a vida da Organização. Não somos diversos. Somos um ou devemos ser um.
Portanto, quando nós dizemos fraccionismo, significa que alguém dentro da Organização, dentro do país, quis formar grupos que fossem diferentes do MPLA. Ora neste país, o único Movimento que existe é o MPLA e quem defender outro Movimento qualquer, não pode ser tolerado.
Devo dizer aos camaradas – agora já o posso dizer – que alguns deles, alguns que andam fugidos – ou os que estão sob investigação – chegavam às reuniões e, em vez de discutir os problemas que eram inscritos na ordem de trabalho, pegavam num livro e punham-se a ler à socapa. Muitas vezes, tinham sono, dormiam, talvez porque tivessem reuniões de mais.

Primeiramente foi o grupo que se chamava "Comités Herda". Foi eliminado. Depois eram os "Comités Amílcar Cabral". Foram eliminados. Apareceram depois alguns deles, indivíduos que pertenciam a esses dois grupos apareceram numa outra organização chamada "OCA – Organização Comunista de Angola" e também foram eliminados. …"— Agostinho Neto
Já Nito Alves dizia: "Os que fazem a História nem sempre podem escreve-la".